# Watchdogs
Los Watchdogs (en español, Perros Guardianes) son una ficción de un grupo de terroristas que aparecen en los cómics americanos publicados por Marvel Comics, por lo general, son enemigos del Capitán América.
Ellos también se han adaptado a otros medios de comunicación, habiendo aparecido en la serie de televisión, Agents of S.H.I.E.L.D..

## Historial de publicaciones
Los Watchdogs aparecieron por primera vez en el Capitán América # 335 (noviembre de 1987) y fueron creados por el escritor Mark Gruenwald y el artista Tom Morgan.
La mayoría de los villanos que Mark Gruenwald presentó en el Capitán América fueron creados para simbolizar aspectos de la cultura estadounidense contemporánea y la situación política mundial. En el caso de los Watchdogs, Gruenwald los creó para simbolizar la censura y la represión.

## Filosofía, Metas y Actividades
Los Watchdogs están dedicados a restaurar y preservar la cultura y los valores tradicionales de Estados Unidos, y luchar contra la indecencia, la inmoralidad y perversión sexual. Los Watchdogs tratan de imponer sus conservadores puntos de vista morales en el público en general; creen en el estricto cumplimiento de los valores familiares y se oponen violentamente a la pornografía, obscenidad, la educación sexual, aborto, la homosexualidad y la enseñanza de la teoría de la evolución. Sus actividades terroristas que incluyen vandalismo, incendio intencional, intimidación, asalto, secuestro, lavado de cerebro y el asesinato, están dirigidos principalmente a personas que producen material que los Watchdogs son consideran pornográficos, incluyendo el arte y la música desnuda sexualmente explícita.
Los Watchdogs están activos en Georgia, Alabama, Mississippi, Tennessee, West Virginia, Missouri, además de Washington, DC y la ciudad de Nueva York. Los Watchdogs encarcelan a sus víctimas secuestradas en un gran complejo en Vermont, donde los obligan a usar "collares de perro" que los Watchdogs usan para administrar una dolorosa descarga eléctrica como castigo por un comportamiento indeseable. Los prisioneros se ven obligados a participar en actividades grupales, como cantar y exhibirse a imágenes americanas televisivas constantes, como juegos de béisbol, banderas estadounidenses, campos de flores y niños felices.

## Organización
Los Watchdogs están encabezados por un líder, conocido como el Primer Watchdog (nombre real desconocido), también llamado Primer Watchdog o Perro Superior. Cada estado ("reino") se rige por un perro que dirige. Cada reino tiene una o más unidades operativas ("paquetes"). Los Watchdogs de las células individuales, llamados "dogpounds," están organizados por la ciudad y dirigidas por los líderes del pack. Los miembros llaman unos a los otros perros-Brothers. Sin el conocimiento de casi la totalidad de sus miembros, los Watchdogs fueron financiados parcialmente por Red Skull a través de su corporación falsa, las fundaciones de la libertad; los Watchdogs reciben el resto de su financiación a través de colaboradores públicos y otros financieros no revelados. El primer Watchdog ocupó el cargo de uno de Red Skull en "jefes de división", y Red Skull vio en ellos una oportunidad para dañar a Estados Unidos por crear el caos. Ya sea Watchdog Prime fue engañado por Red Skull o estaba trabajando en secreto en contra de lo que afirmaba defender es desconocida.
Los Watchdogs utilizan la tecnología convencional, con todas las armas y parafernalia, comprados a comerciantes de buena fe; miembros a usar sus propios vehículos de tierra, por lo general, camionetas, furgonetas, motocicletas y vehículos de recreo. Los Watchdogs llevan trajes idénticos de tejido elástico sintético se asemejan a los antidisturbios, que consiste en la lucha contra el estanco de camisas y pantalones de color púrpura con guantes de color dorado, botas de cuero y accesorios, chalecos blindados, kevlar y cascos con visores de plástico duro integradas. Ellos son entrenados en el uso de armas de fuego, y por lo general se arman con convencionales fabricados-estadounidense con pistolas, escopetas y rifles y explosivos excedentes del ejército. También llevan los Watchdogs del Ejército excedentes con walkie-talkies y radios de onda corta. Red Skull niega la solicitud del primer Watchdog para la financiación para la compra de armas exóticas, ya que el uso de tales armas sería socavar la imagen del grupo como base la organización.
Un miembro Watchdog, debe ser un hombre adulto mayor de 21 años con un válido permiso de armas dispuesto a firmar una declaración jurada en la sangre que no es un homosexual, cree en la Biblia y la Constitución de los Estados Unidos, desautoriza todos los actos inmorales, y está dispuesto a usar la violencia para oponerse a todas las actividades, materiales, instituciones e individuos que son considerados por la organización para socavar la moral y las buenas costumbres de los Estados Unidos.

## Biografía
Los Watchdogs fueron introducidos como el primer grupo de luchadores por John Walker y Lemar Hoskins después de convertirse oficialmente el nuevo Capitán América y Bucky, respectivamente. Un paquete importante Watchdog de antorchas de una librería para adultos y clínica de salud de la mujer, y los intentos de linchamiento por un supuesto pornógrafo. Este paquete es arrestado por John Walker, como el interino Capitán América, que estaba en conflicto inicialmente en su oposición a los Watchdogs, ya que compartió sus puntos de vista políticos. Los Watchdogs más adelante hacen a los padres de Walker, cautivo en un esfuerzo por conseguir la venganza sobre él; durante el tumulto de seguimiento, los Watchdogs mataron a sus padres, y Walker se convirtió en un enemigo acérrimo de la organización. Red Skull se ve que ha empleado un solo Watchdog en su cuadro de élite de los guardaespaldas.
En la ceremonia pública, donde Walker renunció a su título de Capitán América a Rogers, un tiro del Watchdog solitario y aparentemente muerto Walker. En el mismo número, un miembro no identificado de los Watchdogs murió a manos de Azote del Inframundo disfrazado como un agente del gobierno. El "Watchdog" era en realidad un agente del gobierno que organizó el ardid en nombre de John Walker para que pueda volver a surgir como el Agente de los Estados Unidos. Como Capitán América, Rogers continuó oponiéndose a los Watchdogs, especialmente una vez que secuestraron entonces a su novia, Bernie Rosenthal.
Aunque él y U.S. Agent detuvieron a todos los Watchdogs en el complejo de Vermont, la organización era aparentemente todavía activa en Capitán América # 394, cuando el primer Watchdog se unió a sus compañeros jefes de división en una reunión con Red Skull. En ese momento, se estaban expandiendo sus operaciones y pertenencias hacia el oeste a través de los Estados Unidos.

## Otras versiones
En el universo Ultimate Marvel, los Watchdogs son un grupo terrorista de odio que murieron a causa de la Plaga.

## En otros medios

### Televisión
- Los Watchdogs aparecen en la serie de Marvel Cinematic Universe Agents of S.H.I.E.L.D.. Esta versión es un grupo radical de cazadores Inhumanos aparte de otros grupos mejorados, liderados por el exagente de S.H.I.E.L.D. en silla de ruedas, Felix Blake (herido por Mike Peterson) y apoyado en secreto por Hydra. 
  - En la tercera temporada, aparecen por primera vez en "Watchdogs", atacan una instalación de la Unidad de Contención de Amenazas Avanzadas (ATCU) con explosivos de nitramina. Confundieron al agente de S.H.I.E.L.D., Mack con un Inhumano y lo atacaron a él y a su hermano, pero fueron asesinados o heridos, y este último fue puesto bajo la custodia de S.H.I.E.L.D. En el episodio "Emancipación", cinco miembros de los Watchdogs son secuestrados por Hive y Hellfire donde son sometidos a los experimentos de Holden Radcliffe, que participa con la sangre de Daisy Johnson y un muerto Kree Reaper, los cristales Terrigen y la fisiología de Hive. El resultado transformó a los cinco miembros de los Watchdogs en Primitivos Inhumanos que obedecen todos las órdenes de Hive, dos de ellos son asesinados por Lash (segunda forma de Andrew Garner), cuando se trata de matar a Hive y para salvar a Daisy, al liberarla de su control.
  - En la cuarta temporada, episodio "Sublevación", los Watchdogs utilizan un dispositivo EMP para causar apagones en las ciudades conocidas que tienen a Inhumanos en ellos con sus miembros no identificados de exigir que se detenga el registro de Inhumanos. En Miami, atacan una fiesta en la que Elena Rodríguez se encontraba ahí. A pesar de que Elena fue revelada por alguien que vio a usar su capacidad de velocidad, los Watchdogs presentes fueron derrotados por Phil Coulson, Mack y Leo Fitz cuando aparecieron a la vista. Tras los cuatro al buscar la ubicación del dispositivo EMP, derrotan a los Watchdogs y desactivan el dispositivo EMP. Al final del episodio, se reveló que los Watchdogs cuentan con la senadora Ellen Nadeer como su último benefactor. En el episodio "Déjame quedarme junto a tu fuego", Hellfire hace un trato con los Watchdogs donde los ayudará a llevar a cabo con los Inhumanos a cambio de que van a acabar con él como último. Gracias a Daisy Johnson, golpea el dispositivo de muñeca en Hellfire, anteriormente, Phil Coulson y Mack llegan donde llevan a cabo los miembros Watchdogs presentes en la tienda de fuegos artificiales que trabaja Hellfire mientras que Robbie Reyes en su forma de Ghost Rider lucha contra Hellfire. En el episodio "Encierro", se descubrió que los Watchdogs han estado reclutando a nuevos miembros de las prisiones como se ve cuando algunos de ellos están en la Penitenciaría de South Ridge, teniendo los tatuajes de los Watchdogs. En el episodio, "Promesas rotas", la senadora Ellen Nadeer tiene a los Watchdogs en modo de espera cerca de su casa de campo cuando se trata de su hermano Vijay, quién es inhumano. Cuando un grupo de Watchdogs es conducido por Tucker Shockley al llegar, Vijay es persuadido por Ellen, y ordena en no matarlo. Durante la llegada de Jeffrey Mace, Daisy Johnson y Jemma Simmons para hacer frente a Ellen, el líder Watchdog como el "Superior" dijo a Tucker de matar a Vijay. Después de las habilidades de Vijay en el que utiliza para derrotar a algunos Watchdogs, Ellen convence a Vijay que fuera con ella. Mientras que en el helicóptero, Ellen dispara a Vijay y ordena a Tucker de deshacerse del cuerpo. Tucker afirma que el Watchdog Superior tiene algunos operativos de alto rango que podrían ayudar a ambos a cabo de enfrentar a S.H.I.E.L.D. Tucker y los Watchdogs arrojan el cuerpo de Vijay al mar sin saber que fue sometido a otra Terrigenesis en el fondo del mar. En el episodio "Sopa de Papa Caliente", el Superior Anton Ivanov y Tucker Shockley llevan a los Watchdogs en la captura de Billy Koenig con el fin de obtener el Darkhold. En "BOOM", Shockley es expuesto por el cristal Terrigena y explota, matando a la senadora Nadeer y tres de sus asistentes. Ivanov lo usa para ser capturado por S.H.I.E.L.D., y él con sus Watchdogs, aprovechan y capturan a Mace. En el episodio, "El hombre detrás del escudo", Ivanov se reencuentra con Coulson teniendo un oscuro pasado, y luego es derrotado por Daisy al sepultarlo en los escombros, y al final en "Autocontrol", Ivanov es convertido en un LMD por Aída quien ha conservado su cabeza intacta en un casco al mismo tiempo que le asigna la misión al darle el Darkhold y de proteger la Infraestructura. En "El Regreso", Ivanov obtiene copias robóticas de sí mismo para estar donde quiera que esté. "El Fin del Mundo", Ivanov planea llevar el Darkhold a una junta con S.H.I.E.L.D. en un esfuerzo de usar el libro en contra de los Inhumanos y en secreto envió una LMD Daisy quien le dispara al general Glenn Talbot en la cabeza, poniéndolo en coma. Robbie y Daisy derrotan a la LMD Daisy e Ivanov (aunque su cabeza real está oculta), y Coulson y May recuperan el Darkhold, pero el plan de Ivanov está hecho para que el mundo esté en contra de S.H.I.E.L.D.
  - En la quinta temporada, episodio "Complejo de demonio", la agente de Hydra, la general Hale, localiza la cabeza de Ivanov y lo obliga a trabajar para ella para que puedan salvar la Tierra de Thanos. En el episodio "La luna de miel", Ivanov intenta defender una instalación de Hydra de Rodriguez, solo para que ella lo mate mientras sus soldados robóticos se desactivan tras su muerte. Ivanov y los Watchdogs también hacen apariciones menores a lo largo de la serie, con el episodio " Lockup", revelando que reclutan nuevos miembros de las cárceles.
    - Los Watchdogs aparecen en el quinto y sexto episodio de Agents of S.H.I.E.L.D.: Slingshot. Se reveló que el exmiembro de la Policía Nacional de Colombia, Víctor Ramón había hecho un acuerdo con los Watchdogs después de salir de prisión en la que estuvo de acuerdo en ayudarles a eliminar a los Inhumanos. Durante la lucha con los Watchdogs con el viejo enemigo de Elena Rodríguez, Víctor Ramón, el alfa de los Watchdogs mató accidentalmente a Víctor Ramón con el 0-8-4. El resto de los Watchdogs son derrotados cuando S.H.I.E.L.D. está a la vista.

### Videojuegos
- Los Watchdogs aparecen en el videojuego Avengers de 2020. Esta versión del grupo se originó como un grupo de vigilantes que capturó y eliminó a los Inhumanos, pero poco a poco se convirtió en sicarios de A.I.M. y entró en conflicto con los Vengadores. También utilizan armamento avanzado como lanzallamas, escudos antidisturbios y  mochilas propulsoras.